# Milotina (Foča-Ustikolina, BiH)
Milotina je naseljeno mjesto u općini Foča-Ustikolina, Federacija BiH, BiH. 
Godine 1962. pripojena je zajedno s Ukšićima naselju Kolakovićima (Sl.list NRBiH, br.47/62).

## Stanovništvo
| Narod     | Popis 1961. |
| --------- | ----------- |
| Hrvati    |             |
| Muslimani |             |
| Srbi      | 66          |
| ostali    |             |
| Ukupno    | 66          |